# Torre Mocha (Calatayud)
La torre Mocha o castillo de la Torre Mocha, también llamado castillo de la Consolación, es una fortaleza de origen musulmán del siglo XI, localizado en el municipio zaragozano de Calatayud, España.

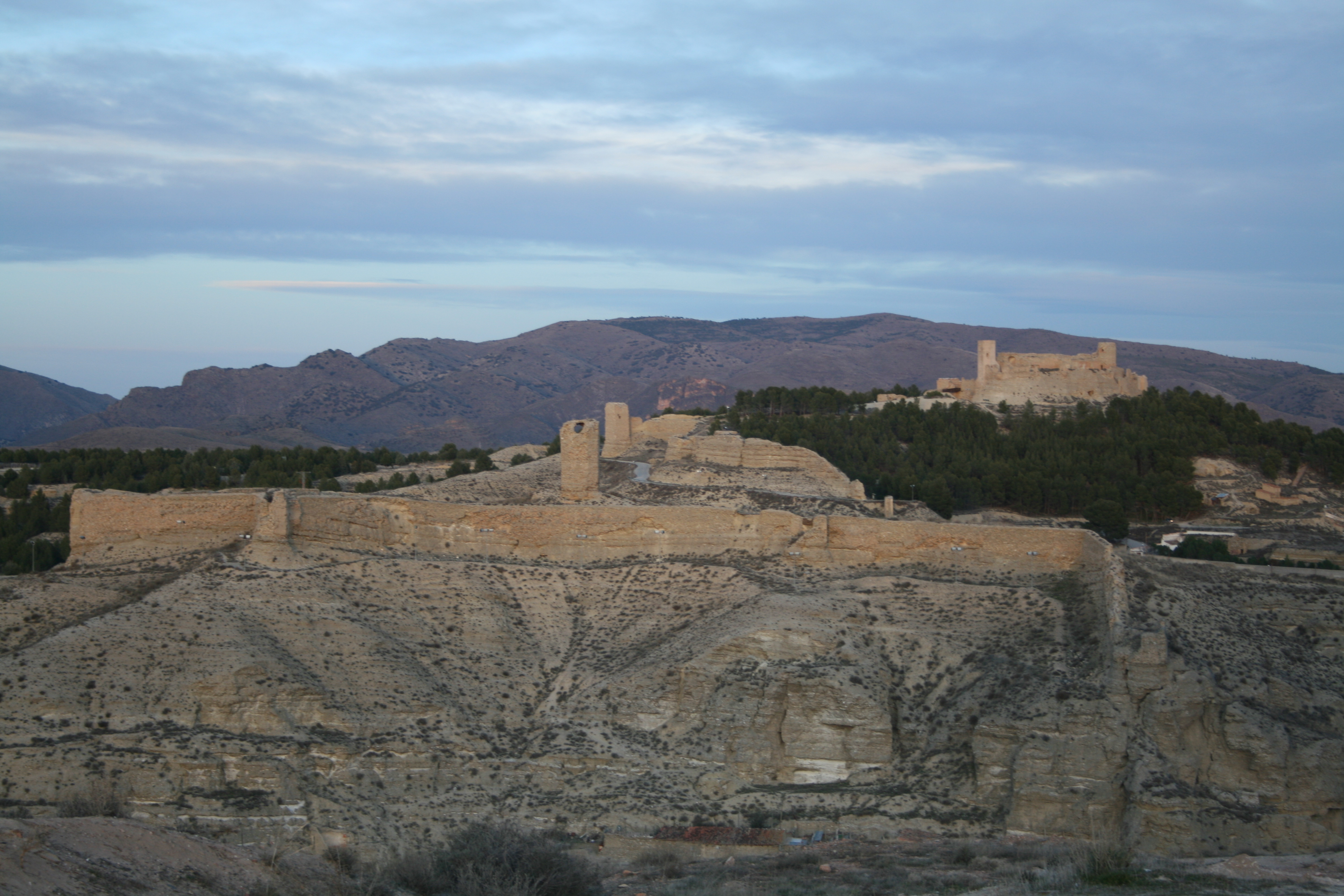
En primer plano la torre Mocha y su recinto fortificado y al fondo el castillo de Ayyub

## Situación
Rodeando la ciudad alta de Calatayud, existe un recinto fortificado que une cinco castillos situados sobre sendos cerros unidos por casi cuatro kilómetros de murallas. Uno de esos castillos es la torre Mocha y su recinto amurallado. Está situado a las afueras de la ciudad, al oeste del Castillo de Ayyub y al norte de los castillos de la Peña y de Doña Martina, siendo visible desde múltiples lugares, por estar emplazado en una cota más alta que la ciudad.

## Historia
Según diversas fuentes, Calatayud fue fundada en el 716 por Ayyub ben Habib al Lajmi en lo que hoy conocemos por castillo de Doña Martina. El historiador Al-Udri narra como en el 862 Muhammad I, encomendó la misión de ampliar las fortificaciones de Calatayud a Abderramán ben Abdelaziz el Tuyibí, con el fin de poder defender la ciudad de los Banu Qasi, señores de Zaragoza.
Durante el emirato de Córdoba, Calatayud formaba parte de la Marca Superior, cuyo centro era Zaragoza, siendo cabecera de un distrito que incluía Daroca. Abderramán III tomó Calatayud en el 937 ya que formaba parte de la rebelión de los tuyibíes de Zaragoza contra el califato. Ya en 1031, Calatayud era una de las principales ciudades del reino taifa de Zaragoza, momento de gran esplendor económico y cultural que duraría aproximadamente hasta el 1110, salvo un breve periodo de semiindependencia, en que acuñó su propia moneda y se declaró taifa independiente hacia el año 1050, con Muhammad ben Hud.
En el año 1110 los Almorávides tomaron el control de la península tratando de contener el avance de la reconquista pero poco pudieron hacer, ya que en 1120, Alfonso I de Aragón, dos años después de haber tomado Zaragoza, sitió Calatayud, que se rindió, como gran parte de la zona, tras conocer la derrota de los almorávides en la batalla de Cutanda.

## Características
El recinto tiene las características de una albacara, con un amplísimo recinto amurallado de unas 3 hectáreas que en el centro tiene una potente torre que presenta planta octogonal por el exterior y circular por el interior, con dos plantas cubierta con cúpulas semiesféricas y que pudiera haber tenido uso como aljibe. Del recinto salen tramos de lienzo de muralla en dirección al castillo de Ayyub y hacia el castillo de Doña Martina. El recinto presenta forma triangular, y el lienzo orientado hacia el oeste se encuentra bastante bien conservado, presentando tres torreones que, sin destacar en exceso en altura sobre la muralla, si sobresalen de esta y están distribuidos en los extremos y en el centro del paño.